# Герб Иванова (Брестская область)
Герб города Ива́ново (бел. Герб горада Іванава) — официальный символ (наряду с флагом) города Иваново Брестской области Белоруссии. Утверждён Указом Президента Республики Беларусь от 11 марта 2011 года № 101 «Об учреждении официальных геральдических символов административно-территориальных единиц Брестской области».

## Описание и обоснование символики герба
Официальное описание герба гласит:

Герб города Иваново представляет собой варяжский щит, в голубом поле которого изображён серебряный храм, расположенный между рогами золотой подковы.— Указ Президента Республики Беларусь от 11 марта 2011 года № 101
Серебряный храм
Графически представляет собой изображение главного фасада Свято-Покровской церкви, расположенной на городской площади, которая считается символическим центром Иванова. Данная фигура также напоминает о том, что коренные жители Иванова, лабори, занимались сбором денег на строительство и ремонт храмов (преимущественно православных).
Золотая подкова
Символизирует дорогу, движение, удачу. Изображение этой фигуры «использовано для отражения весьма широкого поля деятельности лаборей — от Чёрного до Балтийского моря, от Польши до России. Передвигались они в основном на лошадях».

## История герба
В 1465 году второй резиденцией луцких епископов стала деревня Порохово, относившаяся к Луцкой епархии. Селение было преобразовано в город и переименовано в Яново (ныне — Иваново), в честь епископа Луцкого Иоанна (Яна) Ласовича (пол. Jan Łesowicz), родовой герб которого использовался как герб города. В 90-х годах XX века в СМИ иногда использовался герб «Розмяр» (пол. Rozmiar) применительно к Иваново.
В 1998—2000 годах Андрей Шпунт (бел. Андрэй Шпунт), специалист Государственной геральдической службы Республики Беларусь, разработал четыре новых варианта изображения герба Иваново. Центральными фигурами на всех рисунках являлись предметы религиозной атрибутики («золотая епископская митра с двумя бахромчатыми лентами сзади, ниже два скрещённых золотых посоха»). По замыслу автора, эти предметы должны были указывать на исторические особенности города. В трёх вариантах использовалось изображение польского герба «Розмяр» и в одном — изображение кавалерского креста. Ещё одним отличием являлся цвет поля щита (лазуревый или червлёный). Первый из перечисленных цветов имел нейтральное значение, а второй мог символизировать «кровь св. Андрея Боболи, замученного казаками в Яново во время войны середины XVII в. Речи Посполитой с Московским государством». Данные проекты не были утверждены.
22 марта 2011 года президент Республики Беларусь Александр Лукашенко (бел. Аляксандр Лукашэнка) подписал указ «Об учреждении официальных геральдических символов административно-территориальных единиц Брестской области», в соответствии с которым были учреждены герб и флаг столицы Ивановского района, а также приняты положения об этих символах.
Официально утверждённая символика Иванова, как и в случае с множеством гербов и флагов других населённых пунктов республики, отражала христианское наследие. В частности, в качестве одного из главных элементов ивановского герба была выбрана Церковь Покрова Святой Богородицы, что ставило его в один ряд, например, с гербом Славгорода, в котором присутствовало изображение Свято-Петро-Павловской часовни, или гербом Чернавчиц, где был изображён фасад Троицкого костёла.
У города Иваново продолжительное время имелся неофициальный герб, имевший небольшие отличия от современного.